# 龙门高铁站 (地铁)
龙门高铁站是洛阳轨道交通2号线的地铁车站，位于中华人民共和国河南省洛阳市洛龙区洛阳龙门站综合交通枢纽中心北广场地下，为洛阳轨道交通系统最南端车站，于2021年12月26日开通。

## 车站结构

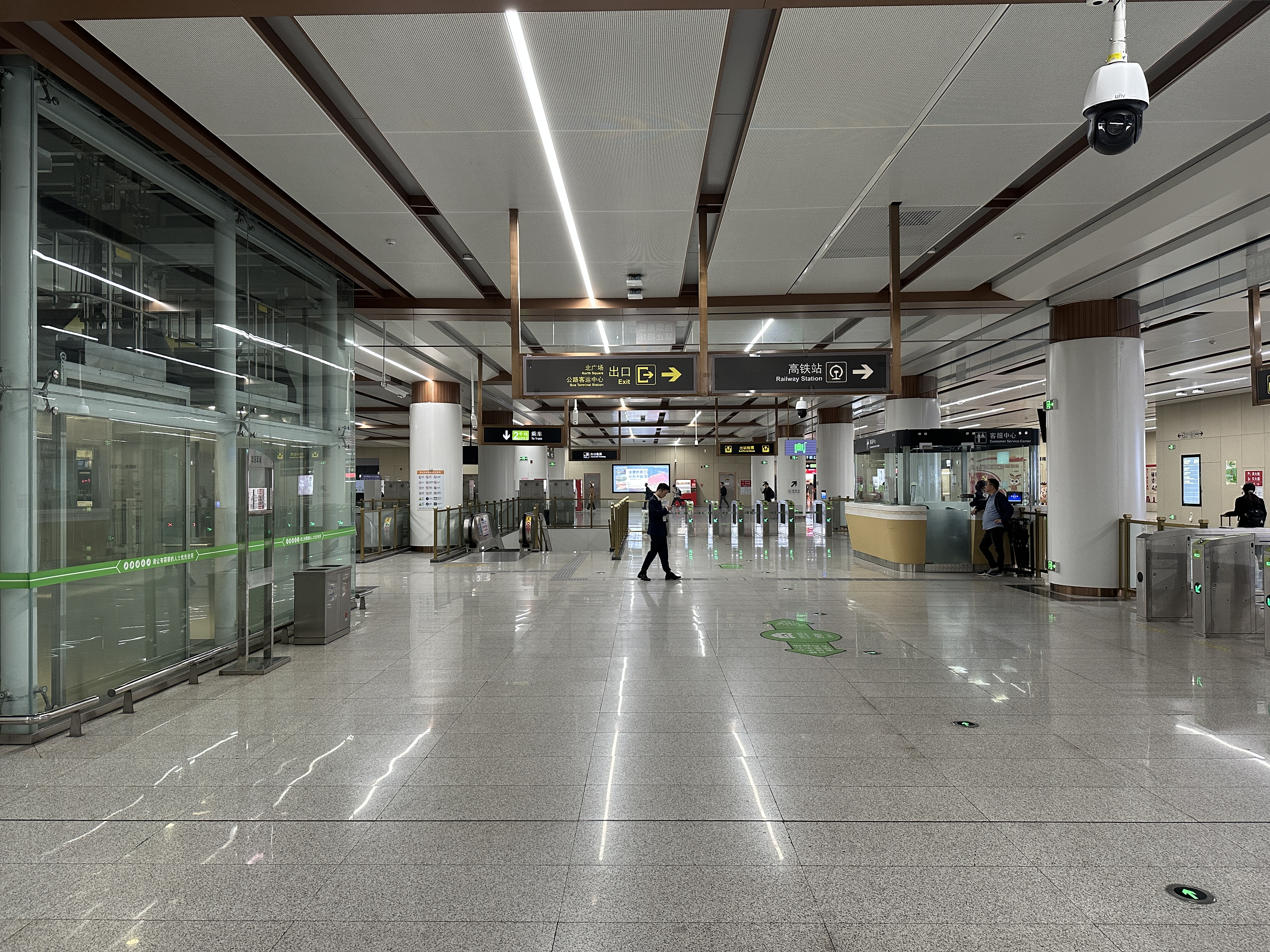
站厅

龙门高铁站位于洛阳龙门站综合交通枢纽中心北广场，大致呈东西向敷设，车站长319.6米，标准段宽25.7米，为地下二层岛式站台车站。车站与综合交通枢纽北广场共构设置，车站站厅位于地下一层，站厅直接联通换乘公共通廊与停车场，地下二层为站台层，站台设置全高站台门。
| 地面              | 地面出入口   | A出入口、公交车场、洛阳龙门站出站口                                                                       |
| 地下一层          | 站厅及出入口 | 枢纽连接通道口、客服中心、自动售票机、验票机                                                              |
| 地下二层          | 站台         | \| \| \| █ 2号线往二乔路（兴洛湖） \| \| 島式 · 開左邊车门 \| \| \| \| \| \| █ 2号线往八里堂（終點站） \| |
|                   |              | █ 2号线往二乔路（兴洛湖）                                                                                 |
| 島式 · 開左邊车门 |              | |
|                   |              | █ 2号线往八里堂（終點站）                                                                                 |

## 出入口
本站与综合交通枢纽中心北广场共构设置，车站站厅直接与交通枢纽中心地下通道相连，除北广场中轴线附近设置有地面A出入口外，其他出入口均为负一层枢纽连接通道口，可经枢纽中心地下通道前往地下停车场、网约车上客点等区域，并可通过换乘层前往国铁车站及龙门交通枢纽公路客运中心。本站地面出入口及周围设施如下所示：
| 出口编号 | 照片 | 地点                 | 可到达目的地                                             |
| -------- | ---- | -------------------- | -------------------------------------------------------- |
| A · 出口 |      | 洛阳龙门交通枢纽中心 | 洛阳龙门站站前广场                                       |
| 出口     |      | 通衢路（南）         | 龙门高铁站，妇幼保健院，北1停车场（A·B·C区），北1出租车  |
| 出口     |      | 洛阳龙门交通枢纽中心 | 公路客运中心，换乘中心，北2·3停车场，北2出租车，北公交车 |

## 接驳交通

### 铁路
- 国铁徐兰客运专线洛阳龙门站

### 长途大巴
- 龙门客运中心站：主要运营有前往栾川、嵩县、汝阳、洛宁、济源、秋扒、白土、重渡沟、沁阳、周口、潭头、登封定制班线、淄博等地长途客运线路。

### 公交车
- 高铁龙门站：1路、3路、28路、31路、33路、49路、66路、71路、75路、76路、77路、88路、113路、207路、伊滨区2号线、伊滨专线
- 龙门客运中心：305路、508路、603路、702路、803路、806路、808路、998路、伊川502路

## 历史
本站工程名为洛阳龙门站，正式站名为龙门高铁站，以车站临近的国铁车站命名。
- 2019年6月20日，车站随洛阳龙门站综合交通枢纽北广场地下工程共同结构封顶[6]。
- 2021年12月26日，车站随2号线通车开通[1]。